# Myotis vivesi
Myotis vivesi là một loài động vật có vú trong họ Dơi muỗi, bộ Dơi. Loài này được Menegaux mô tả năm 1901.

## Hình ảnh

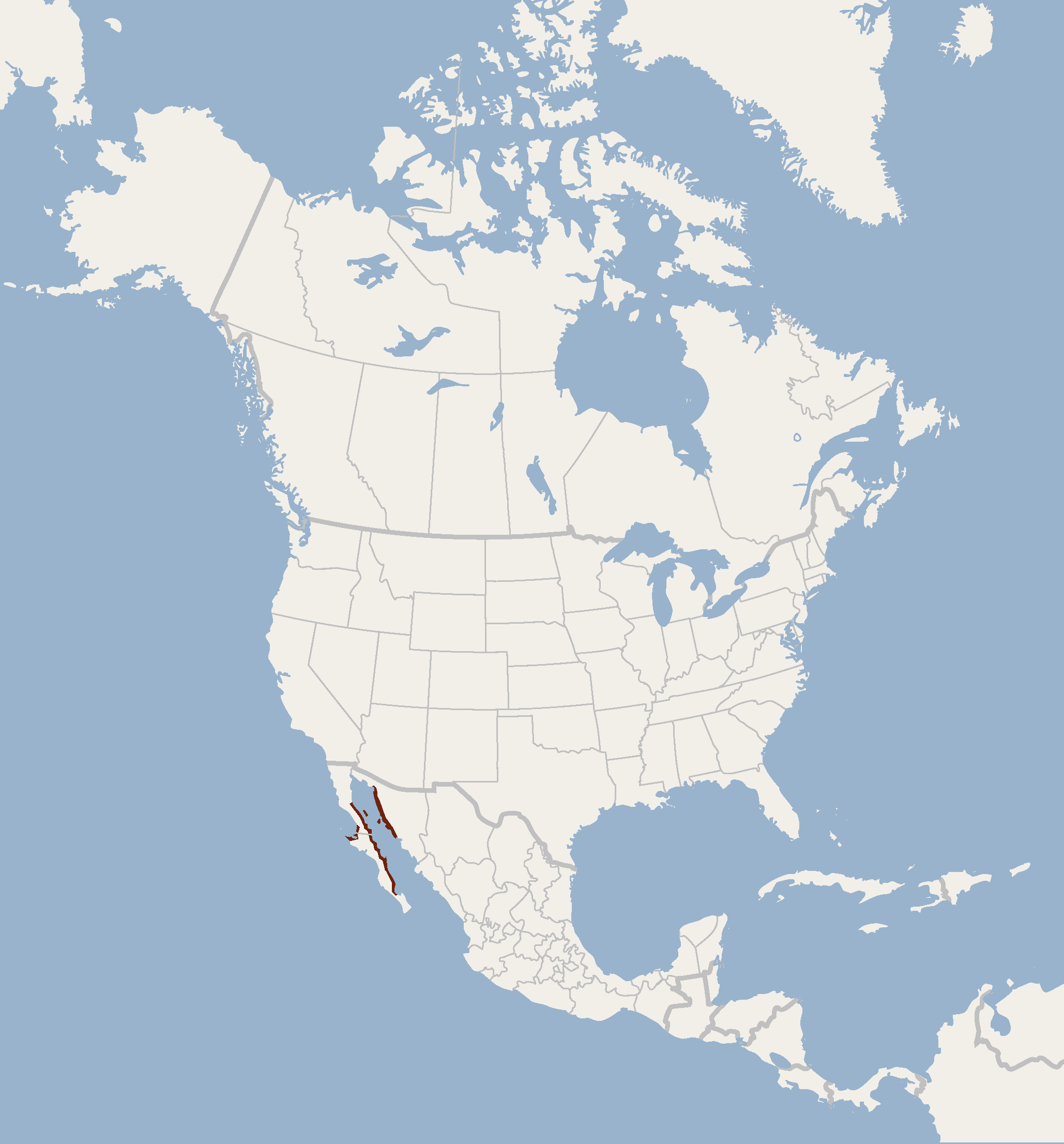